# Střední Pováží
Střední Pováží (též Střednopovážský region cestovního ruchu) je slovenský region a region cestovního ruchu.
Jako region cestovního ruchu oficiálně zahrnuje:
- severní část okresu Myjava
- část okresu Nové Mesto nad Váhom kromě čtyř jihovýchodních obcí
- okres Trenčín
- okres Ilava
- jižní část okresu Púchov